# Rio Traíra
O rio Traíra é um curso de água colombiano, parte da bacia do rio Amazonas, localizado próximo a fronteira entre Brasil e Colômbia.

## Conflitos
O Rio Traíra foi protagonista de conflitos entre guerrilhas colombianas e o Exército Brasileiro, especialmente com os guerrilheiros da FARC, como ocorreu na Operação Traíra.